# Valentín de la Sierra
Valentín Ávila Ramírez (Huejuquilla el Alto, 27 februari 1898 – aldaar, eind 1928), beter bekend als Valentín de la Sierra, was een Mexicaans cristero die het onderwerp is van een van de bekendste Mexicaanse corrido's.
Valentín was afkomstig uit het noorden van de staat Jalisco en raakte in de jaren twintig bij de Cristero-oorlog betrokken. Hij gaf leiding aan een klein cristero-legertje onder Pedro Quintanar en was tevens actief als spion voor de cristero's. Eind 1928 werd hij ontdekt door een militie agraristen en werd om het leven gebracht. Zijn laatste uren worden bezongen in de corrido.
De oorspronkelijke tekst is afkomstig van Lydio Pacheco. Het nummer is tientallen keren opgenomen door verschillende Mexicaanse artiesten, en er zijn twee films over Valentín gemaakt (die overigens meer op de fantasie dan op waarheid berusten). In de loop der tijd zijn verschillende versies van het lied ontstaan; de meeste commerciële versies van het nummer zijn bijvoorbeeld fors ingekort, terwijl de oorspronkelijke tekst verloren is gegaan. De journalist Antonio Estrada Múñoz heeft geprobeerd de oorspronkelijke versie van het lied te achterhalen. Estrada ontdekte dat de versies zoals die nu bekend zijn niet gebaseerd zijn op het oorspronkelijke nummer maar op een parodie die door regeringstroepen is gemaakt. Estrada kwam erachter dat Valentín in werkelijkheid de cristero's had verraden, en dat regeringssoldaten die het oorspronkelijke (cristero)lied oppakten Valentín hebben veranderd in een martelaar om zo de draak te steken met de cristero's.
Het lied bezingt hoe Valentín, undercover bij de agraristische militie van J. Encarnación "Chon" Salas wordt herkend. Hij wordt ondervraagd en geeft, wegens een ruzie met Ignacio Serrano een andere cristeroleider de positie van diens manschappen. Vervolgens wordt hem verteld dat ze hem zullen laten gaan wanneer hij ook de verblijfplaats van een vriend en de plaats waar (illegale) missen worden gehouden. Valentín zegt dat hij dat niet wil zeggen, waarna de agraristen hem fusilleren en aan een kruis nagelen. Opvallend: waar de versies van tegenwoordig eindigen met aquí termina el corrido/de un hombre valiente/que fue Valentín (hier eindigt de corrido/van de dappere man/die Valentín was) eindigde het oorspronkelijk met aquí termina el corrido/de un hombre traidor/que fue Valentín (hier eindigt de corrido/van de verrader/die Valentín was).